# Последовательная согласованность
Последовательная согласованность — модель согласованности, в которой результат любого выполнения такой же, как в случае если бы операции всех процессоров были выполнены в некотором последовательном порядке, и операции каждого отдельного процессора появлялись в этой последовательности в порядке определённом его программой. 
Впервые определена Лэмпортом в 1979 году. В классической формулировке подразумевается сравнение многопроцессорных систем с однопроцессорными, то есть, последовательно согласованными многопроцессорными системами называют такие системы, в которых при упорядочивании всех операций со всех процессоров в какую-то одну последовательность (при условии, что операции каждого отдельного процессора располагаются в этой общей последовательности в том же порядке, в котором они выполняются на отдельном последовательном процессоре), результат выполнения такой последовательности будет такой же, как если бы эта последовательность выполнялась на одном последовательном процессоре.